# 長絲鰭魚
長絲鰭魚為輻鰭魚綱月魚目粗鰭魚科的其中一種，分布於東南大西洋區的納米比亞及南非海域，為深海魚類，體長可達120公分，屬肉食性，以烏賊及小魚等為食。

## 外部連結
長絲鰭魚的圖片